# Puerto de La Estaca
Puerto de La Estaca är en hamn i Spanien.   Den ligger i provinsen Provincia de Santa Cruz de Tenerife och regionen Kanarieöarna, i den sydvästra delen av landet, 1 900 km sydväst om huvudstaden Madrid. Puerto de La Estaca ligger 286 meter över havet.   Närmaste större samhälle är Valverde, 2,7 km nordväst om Puerto de La Estaca. 